# Tarte brésilienne
 (février 2022).
Si vous disposez d'ouvrages ou d'articles de référence ou si vous connaissez des sites web de qualité traitant du thème abordé ici, merci de compléter l'article en donnant les références utiles à sa vérifiabilité et en les liant à la section « Notes et références ».
La tarte brésilienne une pâtisserie sucrée qui semble tirer ses origines en Wallonie dans les années 1970. Elle se compose d'un fond de pâte levée avec une couche généreuse de crème pâtissière, recouverte d'une crème chantilly, le tout parsemé de brésilienne (noisettes et amandes torréfiées caramélisées et concassées).
La tarte brésilienne s'est rapidement répandue dans toute la Belgique. Depuis les années 1980, elle est devenue l'une des tartes les plus populaires en Belgique avec la tarte au riz. On la trouve dans la plupart des pâtisseries et supermarchés du pays.